# Лаудон (округ, Теннессі)
Шаблон:StateAbbr_ 35°44′ пн. ш. 84°19′ зх. д. / 35.73° пн. ш. 84.31° зх. д.
Округ  Лаудон (англ. Loudon County) — округ (графство) у штаті  Теннессі, США. Ідентифікатор округу 47105.

## Історія
Округ утворений 1870 року.

## Демографія
За даними перепису 2000 року загальне населення округу становило 39086 осіб, зокрема міського населення було 19524, а сільського — 19562. Серед мешканців округу чоловіків було 19054, а жінок — 20032. В окрузі було 15944 домогосподарства, 11802 родин, які мешкали в 17277 будинках. Середній розмір родини становив 2,82.
Віковий розподіл населення поданий у таблиці:
| Стать    | До 15 років | 15-21 | 22-29 | 30-39 | 40-49 | 50-65 | 65-85 | Понад 85 |
| -------- | ----------- | ----- | ----- | ----- | ----- | ----- | ----- | -------- |
| Чоловіки | 3704        | 1498  | 1682  | 2736  | 2860  | 3886  | 2530  | 158      |
| Жінки    | 3465        | 1394  | 1730  | 2735  | 2912  | 4146  | 3154  | 496      |

## Суміжні округи
- Нокс — північний схід
- Блаунт — схід
- Монро — південь
- Макмінн — південний захід
- Роун — північний захід

## Виноски
1. ↑  U.S. Decennial Census. United States Census Bureau. Архів оригіналу за 4 квітня 2018. Процитовано 7 квітня 2015.
2. ↑  Historical Census Browser. University of Virginia Library. Архів оригіналу за 11 серпня 2012. Процитовано 7 квітня 2015.
3. ↑  Forstall, Richard L., ред. (27 березня 1995). Population of Counties by Decennial Census: 1900 to 1990. United States Census Bureau. Архів оригіналу за 21 лютого 2015. Процитовано 7 квітня 2015.
4. ↑  Census 2000 PHC-T-4. Ranking Tables for Counties: 1990 and 2000 (PDF). United States Census Bureau. 2 квітня 2001. Архів оригіналу (PDF) за 18 грудня 2014. Процитовано 7 квітня 2015.
5. ↑  State & County QuickFacts. United States Census Bureau. Архів оригіналу за 7 червня 2011. Процитовано 3 грудня 2013.(англ.) Наведено за англійською вікіпедією.
6. ↑  American FactFinder. Бюро перепису населення США. Архів оригіналу за 26 лютого 2012. Процитовано 31 січня 2008.

| США | Це незавершена стаття з географії США. Ви можете допомогти проєкту, виправивши або дописавши її. |